# Römerstein (Schwäbische Alb)
Der Römerstein ist ein Berg auf der Schwäbischen Alb. Er liegt auf der Hochfläche der Mittleren Kuppenalb, auf der er mit 874,4 m ü. NHN die höchste Erhebung ist. Zudem ist er Namensgeber der Gemeinde Römerstein im Landkreis Reutlingen, auf deren Gebiet, Gemarkung Donnstetten, er liegt.
Obwohl die Römer zwischen 85 und 260 n. Chr. in Donnstetten unmittelbar östlich des Bergs siedelten (siehe Kastell Donnstetten), leitet sich der Name nicht von ihnen, sondern von dem Namen der Familie Rem ab, die bereits im 14. Jahrhundert in der Gegend ansässig war. Die bewaldete Kuppe des Bergs erhebt sich im Durchschnitt nur etwa 70 Meter über ihre unmittelbare Umgebung, durch ihre Lage in der Nähe des nordwestlich gelegenen Albtraufs, oberhalb des tief eingeschnittenen Lenninger Lautertals, sowie durch die nach Süden abfallende Hochfläche bietet sie jedoch eine hervorragende Rundumsicht.

## Römersteinturm
Am höchsten Punkt des Bergs befindet sich der 28 Meter hohe Römersteinturm. Dieser wurde 1912 durch den Schwäbischen Albverein nach einer Spendensammlung gebaut, nachdem ein 1899 zur Besichtigung freigegebenes Vermessungsgerüst 1904 abgebrochen werden musste. Der Turm wurde als verschalte Holzkonstruktion auf massivem Sockelgeschoss ausgeführt. Der Bau kostete damals 9500 Mark.
Von seiner Aussichtsplattform oberhalb der Baumwipfel überblickt man nach Norden das Lenninger Tal und das Albvorland bis hin zu den Kaiserbergen. Im Nordosten ist das obere Filstal zu sehen, im Westen reicht die Sicht über das Ermstal hinweg bis zum Nordschwarzwald. Bei guten Bedingungen können die Alpen über die Albhochfläche hinweg betrachtet werden, an sehr klaren Tagen von den Berner Alpen herüber bis zum Großvenediger in 260 km Entfernung.
Der Turm ist in den warmen Jahreszeiten an Wochenenden und Feiertagen geöffnet, zu seinen Füßen befinden sich noch zwei Grillplätze und Spielgeräte für Kinder.